# Astragalus pseudopurpureus
Astragalus pseudopurpureus — вид квіткових рослин з родини бобових (Fabaceae). Ареал охоплює такі країни: Румунія (гори Чахлау).

## Середовище
Уподобання цього виду щодо середовища існування невідомі. Немає інформації про реальні чи потенційні загрози.